# HD 97866
HD 97866，又名CD-43 6899，SAO 222671、HR 4364，是一颗恒星，视星等为6.21，位于銀經285.05，銀緯15.76，其B1900.0坐标为赤經11h 10m 12.9s，赤緯-43° 15.76′ 20″。